# Araneus balanus
Araneus balanus là một loài nhện trong họ Araneidae.
Loài này thuộc chi Araneus. Araneus balanus được Carl Ludwig Doleschall miêu tả năm 1859.